# جيم ماكدونالد (لاعب كرة قدم أمريكية)
جيم ماكدونالد (بالإنجليزية: Jim McDonald)‏ هو لاعب كرة قدم أمريكية أمريكي، ولد في 9 يونيو 1915 في سبرينغفيلد في الولايات المتحدة، وتوفي في 1 مايو 1997 في نوكسفيل في الولايات المتحدة.

## وصلات خارجية
- جيم ماكدونالد على موقع مرجع كرة القدم المحترفة.كوم (الإنجليزية)